# 四角岳
四角岳（しかくだけ）は、青森県、岩手県、秋田県の3県にまたがる、標高1,003mの山である。

## 概要
四角岳はその名が示すように、北面は青森県田子町の馬淵川水系支流熊原川、東面は同町の同水系支流杉倉川、南面は岩手県八幡平市の米代川上流瀬ノ沢川支流切通川（きりとおしがわ）、西面は、秋田県鹿角市の同瀬ノ沢川本流の、それぞれの源になっている。
このうち、米代川の流路に関しては、瀬ノ沢川本流の流路がより深くより長いので、米代川は鹿角市側の瀬ノ沢川本流にその源があるとされている。
四角岳一帯の山々の地下には良質の銅鉱石があったため、かつては不老倉鉱山・四角岳鉱山・細地鉱山などがあった。
秋田県側から登山するには、国道103号大湯温泉郷から安久谷川（あくやがわ、米代川水系支流大湯川）に沿って林道を進み、
終点に不老倉登山口がある。青森県側からの登山道は1994年に整備された。岩手県側からの登山道もある。岩手県側から登ると、四角岳鉱山の分教場跡の石碑や、四角岳鉱山の鉱石採取跡などを通り過ぎる。
山頂付近には高層湿原がある。5月下旬にはミズバショウ、シャクナゲ、ミツバオウレンが咲く。6月下旬になればニッコウキスゲ、ウラジオヨウラク、キンコウカなどが咲く。
青森県側の登山口から登り、青森県・秋田県・岩手県の県境付近に大きなシナノキがある。2011年11月20日、東北巨木調査研究会の調査で、青森県田子町の四角岳にあるこのシナノキは幹周合計が14・44m推定樹齢400年で、環境省の「巨樹・巨木林データベース」により日本一であることが分かった。

## 信仰
その昔、鹿角地方では四角の鬼（小平村では四角八面鬼とも）が風を吹かすと、その年は飢饉になると言った。鹿角市大湯や草木付近の人達は四角岳や隣接する中岳を「東ボッチ（帽子）」といい、東山が曇ってボッチを冠ると、東風が吹きその年は飢饉になる不吉な年であるといった。
鹿角市下草木に残る左多六伝説では、左多六が四角岳の麓で撃ったカモシカが青森県三戸のエンコ角良に逃げたので、それを追った左多六が三戸城の役人に捕らえられたことになっている。この時、四角の鬼は左多六を恨み、カモシカに化けて左多六を捕らえさせ、刑死させたというのである。
また来満節には「四角岳から鬼ケツ出した、今月来月再来月」と歌われる歌詞がある。この意味はよく分からないが、様々な形で四角の鬼は飢饉の原因となり、人を恨んで悪いことをし、人間の社会に害を与えるものと信じられていたようである。
このように、周辺の人々から東山と呼ばれ、高い山、美しい山として神聖視されていたことが、中岳に猿田彦大神の石碑建立となり、細地鉱山焼打ち事件などを引き起こした原因となったと考えられている。(斎藤長八著「不老倉鉱山誌」)

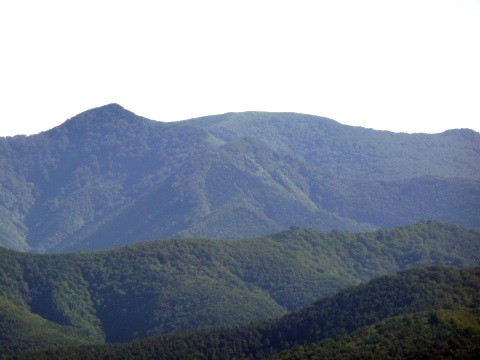
中央が四角岳、左が中岳
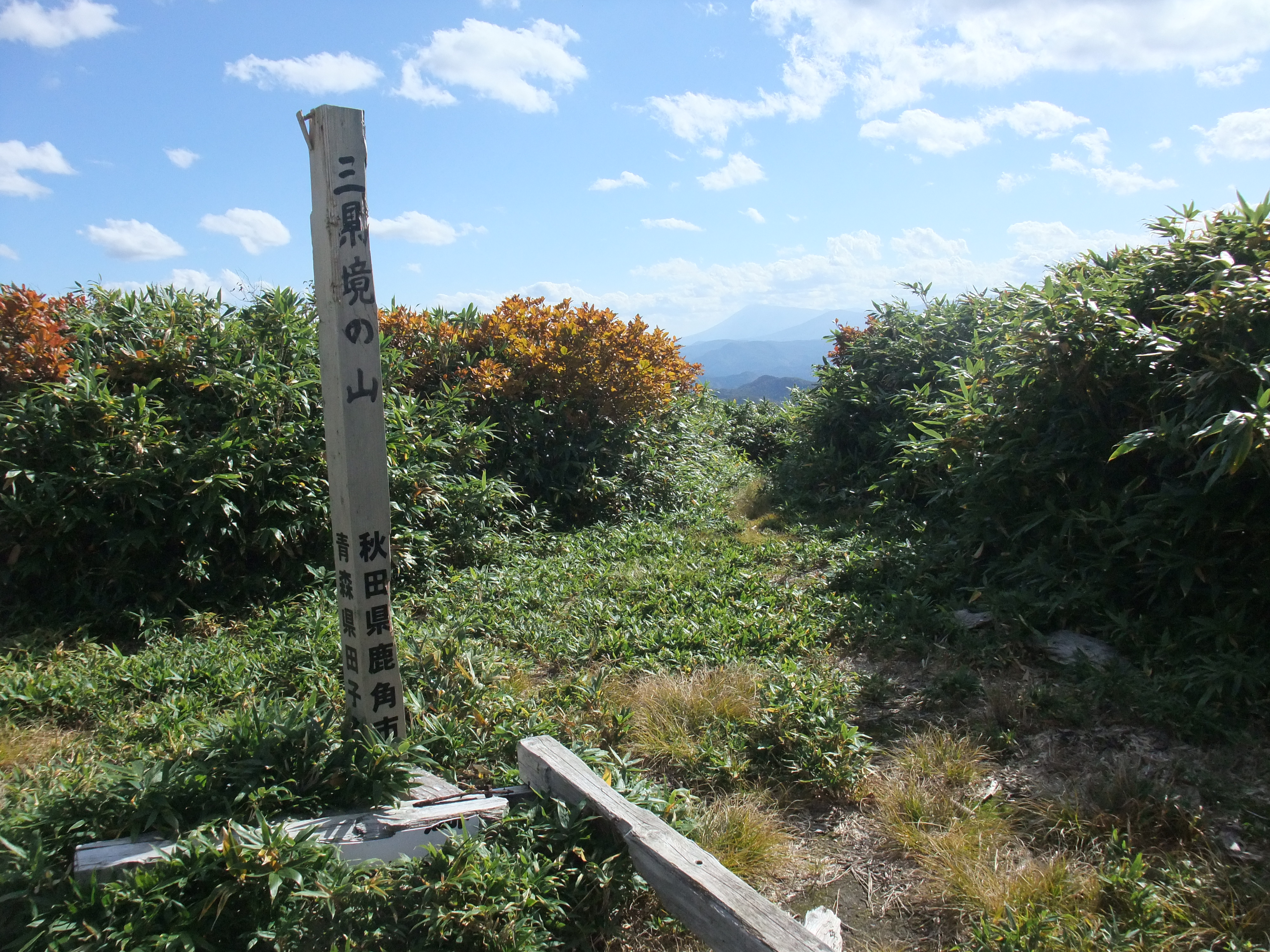
四角岳山頂 後方は岩手山

## 近くの山
- 中岳
- 独鈷森